# ドラゴンクエストII 悪霊の神々
『ドラゴンクエストII 悪霊の神々』（ドラゴンクエストツー あくりょうのかみがみ）は、1987年1月26日に株式会社エニックス（現：株式会社スクウェア・エニックス）より発売されたファミリーコンピュータ用ロールプレイングゲーム。
ドラゴンクエストシリーズの第2作目。前作『ドラゴンクエスト』（1986年発売）から100年後、邪教の教祖によって破られた世界の平和を、勇者ロトの血を引く前作の主人公の子孫3人によって再び取り戻す物語である。
本作は徐々に高まった前作の人気を受け、発売日の購入を目的とした人が店の前で徹夜する人が現われ、発売直後から方々で品切れとなった。最終的に半年間は人気ランキングで一位となり後に「ドラゴンクエスト現象」といわれる基礎を作った。
前作と本作、後に発売された『ドラゴンクエストIII そして伝説へ…』（1988年発売）の3作はストーリーの関連があることから、英雄「ロト」の名を取って「ロトシリーズ」、「ロト三部作」と呼ばれる。キャッチコピーは「勇者の伝説が再びよみがえる」。タイトルロゴの「II」のデザインは、盾を模したものとなっている。
さらに、社会現象を巻き起こした続編『ドラゴンクエストIII そして伝説へ…』の発売後には、本作のゲームブック化や小説化、ドラマCD（CDシアター）化も行われた。
日本では翌年にMSX、MSX2にも移植された。その後、リメイク版としてスーパーファミコン（以下SFC）用ソフト『ドラゴンクエストI・II』、ゲームボーイ（以下GB）用ソフト『ゲームボーイ ドラゴンクエストI・II』に収録され、Wii用ゲームソフト『ドラゴンクエスト25周年記念 ファミコン&スーパーファミコン ドラゴンクエストI・II・III』にFC・SFC版の両方が収録された。
2000年代以降には携帯電話用アプリ（iアプリ、EZアプリ (BREW)、S!アプリ）、スマートフォンアプリ（iOS。Android）としての配信も行われるようになった。2017年8月10日にはPlayStation 4、ニンテンドー3DS版が、2019年9月27日にはNintendo Switch版がダウンロード配信されている。
北米では、1990年にNESにて『Dragon Warrior II』として発売され、後にGB版『Dragon Warrior I & II』にも収録されている。
ファミリーコンピュータ版はゲーム誌『ファミコン通信』の「クロスレビュー」にてプラチナ殿堂入りを獲得、また『ファミリーコンピュータMagazine』の「ゲーム通信簿」にてキャラクタ1位、音楽1位、熱中度1位、操作性2位、オリジナリティ1位、お買い得度1位、総合評価1位を獲得した。

## ゲーム内容
移植版・リメイク版についてはこちらを参照。
ROM容量は前作の倍の1メガビット（約128キロバイト）となり、既存システムの整理やパーティー制などの新システムが追加され、本作で取り入れられたシステムの大部分は後の作品にも受け継がれた。フィールドマップの広さは前作（100×100）の6倍以上（256×256）となったことで、冒険できる範囲が広がった。前作では移動は徒歩のみだが、本作では船に乗ったり、「旅の扉」と呼ばれる装置で遠隔地へ瞬時に移動することも可能となった。ビジュアル面では海岸線や壁などに代表されるグラフィックが強化されたほか、使用楽曲数も増加された。

### パーティー制
前作は主人公1人だけで冒険をするシステムであったが、本作では複数人のキャラクターが集団で行動するパーティーシステムを採用し、最終的には3人パーティーとなる。3人は能力の成長の仕方、覚える呪文、装備できる武器などが異なる。ただし、前作を経験していないプレイヤーへの配慮として、いきなり2人以上のパーティーで始まるのではなく、ゲームスタート時は1人だけでゲームを進めていくようになっている。
本作に登場する3人のプレイヤーキャラクターのうち、「あなた」と呼ばれているのは「ローレシアの王子」であり、その名前はゲームスタート時にプレイヤー自身が付ける。後に仲間になる「サマルトリアの王子」と「ムーンブルクの王女」の名前は、「ローレシアの王子」の名前によって自動的に決定されるが、隠しコマンドを使うことによって自分の好きなように名前を付けることもできる。
貨幣のゴールドは全員共有だが、経験値やHP、MPなどのステータスは各キャラクターで別々である。アイテムも各キャラクターごと個別に管理され、それぞれ装備品を含めて8個まで持つことができる（まとめ持ちはできない）。仲間がいるときは、移動中にアイテムをほかのキャラクターに渡したり、回復用のアイテムや呪文を他のメンバーに対して使うこともできる。

### ふっかつのじゅもん（パスワード）
前作同様、本作にはセーブ用のメモリが搭載されていないため、ゲームの中断と再開には「ふっかつのじゅもん」（復活の呪文）とよばれるパスワードを利用する。本作では最大52文字と前作の20文字より長いが、復活の呪文はパーティーの人数や所持品の数などによって長さが異なる可変長方式が採用された。
前作では復活の呪文はスタート地点であるラダトームの城でしか聞けなかったが、マップの広くなった本作では複数の場所で復活の呪文を聞くことができ、ゲームを再開するときの出発地点は入力した復活の呪文を聞いた場所となる。前作で城に帰る呪文・道具だった「ルーラ」「キメラのつばさ」は今作では最後に復活の呪文を聞いた場所に移動する。
前作と同じく現在のHPやMPの値は記録されないため、復活の呪文を入力してゲームを再開した時点でHP・MPは必ず最大値となる。死亡しているキャラクターがいるときに復活の呪文を聞いた場合でも全員復活した状態で再開するが、再開時には復活に必要なゴールドが差し引かれておりその分所持金が減った状態となる（不足の場合はゴールドが0となる）。
本作発売後には、語呂合わせによっていきなり高レベルからスタートできるなど、さまざまなパスワードが雑誌などに掲載された。もっとも有名な語呂合わせパスワードである「ゆうていみやおうきむこうほりいゆうじとりやまあきらぺぺぺ…（以降最後まで「ぺ」）」については、元々裏技として仕込まれたものではなく偶然ユーザーによって発見されたものだと堀井雄二が語っている。
ファミコン40周年「ファミコン国民投票」第14回「『パスワード』といえば?」では本作が1位（得票率48.8%）を記録。

### 移動画面

#### ダンジョン
ダンジョンとして前作の『洞窟』のほかに『塔』が登場し、地下に降りていく洞窟ダンジョンと、上層へ登っていく塔ダンジョンに分かれている。洞窟の場合は入口まで戻るには脱出の呪文が使えなければ、来た道を最初まで戻る必要がある。一方で本作における塔は、外縁または吹き抜けから落ちることで地上に脱出したり、下階に移動できる。このシステムを利用して、あるアイテムを装備することで塔から落ちた際にやや離れたところに着地することができる。
また、前作では洞窟ダンジョン内は真っ暗で、アイテム「たいまつ」や呪文「レミーラ」で明かりを灯す必要があり、どちらも使えない場合は手探りで移動しなくてはならなかったが、本作では「たいまつ」「レミーラ」が廃止され、主人公から見通せる範囲だけ表示されるようになった。すなわち、画面全体を使いつつも、主人公たちからは見えるはずのない壁の向こうの空間などは表示されず、広い部屋に入れば部屋全体が見渡せる。壁の間にある通路の先が暗闇となっており、この暗闇部分に入ることで画面が切り替わり、隣のエリアに進む。しかし、画面を切り替えた瞬間は、視界の外に潜んでいたモンスターが現れるため、通常より高い確率で敵と遭遇する。
これらの演出方法は本作から数作にわたって採用された。

#### コマンド
移動画面のメニューコマンドでは以下の6つを使用できる。前作の「かいだん」コマンドに関しては階段は上に乗ることで自動的に昇降するようになったため、廃止された。
はなす
住民から話を聞く。今作では主人公を含めたほとんどのキャラクターに前後左右それぞれの向きのグラフィックが与えられており、どの方向にも自由に向くことができるようになったため、話したい人の方向を向いてから「はなす」コマンドを実行するようになった。このため話したい人がいる方角を入力する「きた」「みなみ」「ひがし」「にし」のサブコマンドは廃止されている。
つよさ
パーティーのステータスを表示する。
そうび
パーティーの装備を変更する。今作では武具の装備に関するシステムが変更され、このコマンドが新しく導入された。手に入れた武具は道具として持ち、このコマンドを使用して装備させないと効果を発揮しない。
じゅもん
MPを消費して覚えている呪文を使用する。前作と異なり、戦闘時のみに使用する呪文は移動中の「じゅもん」コマンドでは表示されなくなり、移動中に使用できなくなった。
どうぐ
手に入れた道具を使用する。前作では「とびら」コマンドを使うか「どうぐ」コマンドで鍵を使うことで鍵のかかった扉を開くことができたが、今作では「とびら」コマンドは廃止されたので「どうぐ」コマンドで鍵を使い扉を開くこととなった。
しらべる
主人公の足元を調べる。宝箱の中身は、宝箱の上で「しらべる」コマンドを使用することで取得できるようになったため、前作の「とる」コマンドは廃止された。

#### 店
城や町などに置かれた店は、武具を買える武器と防具の店、使用する道具を買える道具屋、HP・MPを全回復する宿屋、新しく登場した教会の4つが存在する。前作に登場した聖水屋は道具屋で聖水が販売され、鍵屋は鍵が何度でも使えるようになったため、それぞれ廃止された。
教会では、寄付金を払うことにより、死んだキャラクターの蘇生、毒の治療、呪いの解除が可能である。
本作では武器と防具の店で武具を新たに買った場合、古い装備品を引き取らなくなった。
また、本作限りの店として福引所が用意されている。「ふくびきけん」1枚につき1回福引（スロットマシン形式）に挑戦でき、絵柄が揃えばアイテムが手に入る。「ふくびきけん」は主に、道具屋で買い物をした時に、たまにおまけとしてもらうことができる。

#### 移動手段
本作では移動手段が徒歩と城へ帰還する呪文やアイテム以外にも追加された。
シリーズで初めての乗り物として、水上（海・川・湖）を移動することができる船が登場した。フィールド上から主人公たちが乗り込むことによって、浅瀬以外の水上を移動することができる。上陸の際は、歩いて通ることのできる地形であればどこにでも上陸できる。地上同様、水上でもモンスターとの戦闘が発生し、水上のみ出現するモンスターもいる。
本作では瞬間移動の呪文「ルーラ」や道具「キメラのつばさ」を使ったときは、最後に復活の呪文を聞いた城や町に瞬間移動する。主人公たちと同時に船も移動先の城や町の近くへ移動する。
また、旅の扉という青い渦巻状の物体が各地の城・町やほこらなどに用意されており、飛び込むと遠く離れた場所に一瞬で移動することができる。これを使わないと行くことのできない場所もある。旅の扉の多くは鍵が無いと利用できない。

### 戦闘
前作同様、フィールド上・ダンジョン内などでランダムエンカウントでモンスターとの戦闘となる。本作ではフィールド画面に戦闘ウィンドウが開くのではなく、背景が黒一色の戦闘専用の画面に移行する。コマンド選択時の「コマンド?」のメッセージは削除された。
本作ではパーティーを組んでいる主人公一行に対して、敵も徒党を組んで襲い掛かってくる。同じ敵モンスターが複数集まりグループを組んでいる場合もあり、同じモンスターの集団に対しては通常攻撃（たたかう）では通常一体ずつしか攻撃できず、攻撃呪文にはグループ全員や敵全員を攻撃する効果を持つものもある。何匹いるのかはコマンド入力時のメッセージとともにグラフィックでも表示される。
前作での主人公と敵とが交互に行動する戦闘システムから、最初に味方全員の行動をコマンド選択で一度に指示し、1ラウンド内に敵・味方各キャラクターが1回ずつ、各自の素早さにランダム要素を加味して計算された順番で行動するシステムが採用された。ただし、戦闘の最初のラウンドでプレイヤー側から一方的に攻撃できる場合（先制攻撃）や、逆に敵から一方的に攻撃を受ける場合（不意打ち）もある。複数のキャラクターが入り乱れるようになったことで戦闘は戦略性が向上し、後のドラゴンクエストシリーズ作品の戦闘システムの基礎を築いた。
呪文には、攻撃や回復、状態異常を及ぼすもののほか、命中率や防御力などの能力値に影響を与える補助呪文が追加された。また状態異常には、この「死亡」やコマンド入力が行えない「眠り」、呪文が使えない「マホトーン」に加えて、移動画面に戻ったときに歩くごとにHPが減っていく「毒」と、通常攻撃の命中率が低下する「マヌーサ」が新たに追加された。
戦闘コマンドには、何もせず身を守ることにより敵からの攻撃のダメージを減少させるコマンド「ぼうぎょ」が追加された。1キャラクターが選べる戦闘コマンドは4つで、ローレシアの王子は「じゅもん」を選択することができない代わりに「にげる」を選択でき、他のメンバーは「にげる」を選択できない。ローレシアの王子が眠ったり死亡したりしていてコマンド入力できない状態の場合は、コマンド入力可能な最前のキャラクターの「ぼうぎょ」コマンドが「にげる」に変わる。
プレイヤーキャラクターのHPが0になると死亡扱いとなり、そのキャラクターは一切の行動ができなくなる。全員が死ぬと全滅となり、所持金が半減し、ローレシアの王子のみ生き返り、直近に「復活の呪文」を聞いた場所に戻される。
現れた敵をすべて倒すと勝利になり、経験値はとどめを刺したキャラクターと関係なく全員平等に手に入る。ただし死んでいるキャラクターは経験値を得ることはできない。本作ではモンスターが2体以上出現した場合のみ、その匹数により獲得した経験値が割増になるシステムがあり、倒したモンスターの経験値合計×{1+（出現匹数-1）/10}＋1（小数点以下切り捨て）が実際の獲得経験値となる。
敵の中には蘇生呪文である「ザオリク」を唱えるものもいる。本作ではザオリクで生き返ったモンスターを倒すと、その分多くの敵を倒したものとして、戦闘終了後に入る経験値が加算される。一方で途中で逃げたり、味方が「メガンテ」の呪文を使った場合は、一部の敵を倒していても経験値やゴールド（貨幣）は手に入らない。
本作からは、戦闘に勝利したときに敵モンスターが一定確率で宝箱を落とすようになった。中には敵の宝箱からしか手に入らないアイテムもある。

### 北米版（NES版）
北米で発売されたNES版『Dragon Warrior II』は、内容は日本版とほぼ同じだが、日本版には無かったプロローグ（ムーンブルク城が襲われるシーン）が追加された。
また、データの保存にバッテリーバックアップ方式が採用され、日本版での教会の十字架が五芒星のマークに、棺桶が幽霊のグラフィックに変更された。

### バグ
本作では以下のバグが存在する。これらは雑誌などでは「裏技」として紹介された。一部はゲームブック版（エニックス刊）でも採用された。
- 幻影が出ている状態のハーゴンの神殿内で装備を変更し、幻影を解くか神殿を出ると、装備している武器防具とそれによる特殊効果は装備変更前のものになるが、攻撃力・守備力は装備変更後の値になる。ただしそのあとレベルアップした場合や復活の呪文を聞いて再スタートした場合は攻撃力・守備力も元に戻る（ハーゴンの神殿に入り直せば再度行うことが可能）。この特性により、武器「はやぶさのけん」を「はかいのつるぎ」に装備変更してから幻影を解くか神殿を出ると、装備している武器は「はやぶさのけん」となり、攻撃力は「はかいのつるぎ」を装備した状態のものとなるので、「はかいのつるぎ」の攻撃力で2回攻撃ができるようになり、「はかいのつるぎ」の呪いは消える。これは「はかぶさの剣」という通称があった[10]。「はかぶさの剣」は後にゲームブック版や派生作品でオマージュされている。
- 通常のプレイでは1着しか入手できない防具である「みずのはごろも」を2着入手することができる[11]。「みずのはごろも」とそれを作るのに必要なアイテムを入手するシステムを利用した技である。
- 一定条件を満たした状態でラストボスに敗北するとデルコンダルで戦闘が再開し、倒した後は普通では起こりえない現象がいろいろと起きる（MSX1/2ではバグは起きないと『MSX・FAN』に掲載）。ゲームブック版でも特殊アイテムを入手した状態で敗北すると同様の展開になるが、勝利後は通常通りの流れとなる。
- ラストボス勝利後、エンディングを迎えるためにはベラヌールの町の通路の扉を1か所開ける必要がある。そのため、必要な鍵を捨てていて、かつ扉を開ける呪文を覚えていない、もしくはMPが0である状態であると、通行不可となりリセットを余儀なくされる。
- 「ザラキ」の呪文が内部的に“大ダメージを与えて死亡させる”という処理になっているため、ごく一部のHPの多いモンスターは「ザラキ」が効いても死なない。
- 「いかずちのつえ」を複数保持はできないが、売ったり捨てた状態で復活の呪文を記録・復帰すると何度でも入手することができる[12]
- 特定の条件を満たすことで、フィールドを移動する際に敵とエンカウントしなくなる。

## ストーリー
『ドラゴンクエスト』において、アレフガルドを恐怖に陥れた竜王は勇者ロトの血を引く勇者によって倒され、それ以降、世界は平和な時代が続いた。勇者はラダトームの姫であったローラとともに新たな地を訪れ、国を築く。国号は妻の名を採って「ローレシア」とされた。
その後、国はローレシア、サマルトリア、ムーンブルクという3つの王国に分割され、勇者とローラがもうけた3人の子供とその子孫が各国を治めていった。本作はそれから100年が経ち、平和が破られた後の物語である。
ムーンブルク王国の城が邪教の教祖大神官ハーゴンの手先によって滅ぼされ、ムーンブルクから脱出した1人の兵士がローレシアにたどり着く。兵士はハーゴンのことをローレシア王に伝えるとその場で息絶える。サマルトリアやローレシアがハーゴンの手に落ちてしまうのを阻止するため、ロトの末裔であるローレシアの王子（主人公）が、ハーゴン討伐のためローレシアを旅立つ。旅の途中、サマルトリアの王子、そして行方不明となっていたムーンブルクの王女と出会い、仲間に加える。
旅を続ける一行は、アレフガルドにて竜王のひ孫と出会い、ハーゴンを倒すには精霊の力が必要であり、その力を借りるには5つの紋章が必要だと聞かされる。そして一行は世界各地を巡って5つの紋章を集め、精霊ルビスの加護を授かる。
その後、一行はハーゴンを討ち倒すことに成功するが、その死に際にハーゴンは破壊神シドーを召喚し、主人公たちはシドーとの最後の戦いに臨むこととなる。

## 設定

### 世界設定
アレフガルド一国のみが舞台だった前作だが、本作ではそのアレフガルドを含んだ世界すべてが舞台となる。
世界地図の北端と南端、東端と西端はそれぞれ繋がっており、例えば世界地図の北西に位置するルプガナから北方へ向かうと南西のベラヌールに、西方へ向かうと北東のローレシア大陸に着く。これは以降のドラゴンクエスト作品すべてについていえることである。
物理的なマップの広さは前作の6倍以上となったが、アレフガルドのみにマップ全域を充てていた前作に比べればアレフガルドそのものは縮小され、ラダトーム城、竜王の城、沼地の洞窟、聖なるほこらのみを残し、前作で登場したそれ以外の町・村や洞窟は省略された。ドムドーラからメルキドヘ向かう途中で通る砂漠の山岳は規模を縮小しながらも残された他、リムルダールの町があった場所には、町を取り囲んでいた湖が残されているなど、特徴的な物がいくつか残されており、縮小、簡素化されながらも前作を彷彿させている。

### 舞台
ロトの子孫の国
前作主人公がローラ姫と共にアレフガルドより旅立ち、建国した国「ローレシア」と、ローレシアより分割した「サマルトリア」「ムーンブルク」の三国。前作主人公およびその子供たちが初代国王となり、その縁から同盟関係にある。なお、『知られざる伝説』や小説といった外部書籍では、ムーンブルクは元々新大陸にあった国家でそこに娘を嫁がせたという設定も存在する。
ローレシア
世界北東の海岸沿いにある王国。本作のスタート地点。城内にある旅の扉を使うと小さな島に移動する（その先に進むことはできない）。ローレシア城とサマルトリアの中間地点にはリリザの町がある。
サマルトリア
ローレシアの北西の森林と山に囲まれた場所にある王国。東方には勇者の泉、西方には湖の洞窟がある。城の南西にあるローラの門の奥には、ムーンブルクに通じる洞窟がある。
ムーンブルク
サマルトリアの南、世界の中央部にある王国。主人公たちが到着した時点で城はハーゴンの軍勢に攻め落とされ廃墟となっており、城内は毒の沼が噴き出し、魔物が多数出現する。王など城内にいて魔物に殺された人々が魂として漂っていて、魂たちの話を聞くことができる。城の北にあるムーンペタの町は「人と人が出会う町」と呼ばれ、福引所があり復活の呪文も聞くことができる賑やかな町である。南東には風の塔が建っている。

上記以外の国家・都市
ラダトーム
前作の舞台であったアレフガルドの中心にある城と城下町。本作では城と城下町が1つのマップに統合されており、城と城下町の位置関係が前作とは逆である。ラダトーム王はハーゴンを怖れて身を隠している。ローラ姫の生家であるラルス王家には前作主人公やローラ姫の血縁は受け継がれていない。
対岸の竜王の城は地上階が既に崩壊しており、地下内部にもハーゴンの配下の魔物が巣くうが、竜王のひ孫が暮らしている。そのひ孫は主人公に対して敵対はせずに友好的な態度を示し、ハーゴンの暴挙を不愉快に思っているという理由で一行に重要な情報を教える。また、はるか南の島には大灯台がそびえ立つ。
ルプガナ
アレフガルドから海を挟んで西にある港町。船があるが、よそ者には船を貸さないという慣わしがある。付近には運河を挟んで南北に建つドラゴンの角と呼ばれる塔がある。
ベラヌール
世界の南西にある島のほぼ中央にある水の都。ロンダルキアのふもと（ペルポイの西のほこら）に通じる旅の扉があり（鉄格子によって阻まれている）、ロンダルキア台地と下界との中継地となる。
テパ
ロンダルキア台地の西に接する森林地帯にある本作で唯一の村。水門があるが、鍵を盗賊ラゴスによって奪われた。性能の高い防具「みずのはごろも」を作ることができる羽衣職人ドン・モハメが住む。村の南には満月の塔がある。
デルコンダル
ローレシアの南の島にある王国。武勇を尊ぶ国で、玉座のすぐ前に闘技場があり、王は決闘に勝った者に対して褒美を与える。一部の関連書籍では、『ドラゴンクエストIII』に登場する大盗賊カンダタが作った国とされている。
ザハン
はるか南東の小島の町。漁師の町であり町に住むほとんどの男性が漁に出ているため、この町で見られるのはほとんどが女性や子供である。しかし、町の漁師たちは漁に出ている最中に海で魔物に襲われ海の藻屑と化しており、町にいるある人がそのことを住人に伝えられずにいる。町の奥には床一面がバリアーで覆われた神殿がある。
対岸の小島にあるほこらには、ローレシア城内に通じる旅の扉がある。なお、スタート直後にローレシア城内から旅の扉でこのほこらに行くこともできるが、この時点では船がないためザハンに渡ることはできない。
ペルポイ
ロンダルキア台地の南東にある町。ハーゴンの魔物の攻撃を避けるため地下に作られており、入口は金色の扉で閉ざされているため、金の鍵が無いと町に入れない。道具屋では、人には言えない秘密のものが売られている。テパの村から水門の鍵を奪ったラゴスがどこかに隠れており、また「まちのうたひめアンナ」も登場する。付近には炎のほこらや世界樹の生えた島もある。

そのほかの地にある建造物・ダンジョン
海底の洞窟
デルコンダルの西の海に浮かぶ浅瀬に囲まれた島の洞窟で、邪神を祭る礼拝堂がある。MPを吸い取る「ふしぎなおどり」を使う敵が多く、歩くたびにHPを減らす溶岩や罠が仕掛けられた宝箱もあり、階段の数も多く複雑な構造となっている。
精霊のほこら
デルコンダルとローレシア大陸の間の海に浮かぶ島のほこら。大地の精霊ルビスが降り立つ場所とされる。

敵地
ロンダルキア台地
最終決戦の舞台となる台地。一面が雪に覆われ、急峻な山で下界とは隔絶されている。巨人族、悪魔族などが闊歩する異世界ともいうべき場所である。ここにたどり着くには、7層に及ぶ広さと落とし穴や無限ループなどの仕掛けのあるロンダルキアへの洞窟を通らなくてはならない。台地には大神官ハーゴンの本拠地であるハーゴンの神殿があるが、侵入者に対して幻を見せ、これを打ち破らない限り本物の神殿には入れない。また、下界へ戻る一方通行の旅の扉があるほこらも存在する。

### 道具
物語を進めるうえで特に重要な道具について解説する。
銀の鍵、金の鍵、牢屋の鍵、水門の鍵
扉を開けるための鍵。前作と異なり本作では何度でも鍵を使える（水門の鍵を除く）が、扉に対応する鍵を使わないと扉は開かない。鍵がなくても扉を開けられる呪文も存在する。
風のマント
高いところから飛び降りた時に滑空することのできるアイテム。滑空することで、遠く離れた場所に着地できる。
ラーの鏡
真の姿を映す魔法の鏡。その後のシリーズにも定番アイテムとして登場する。
5つの紋章
世界各地に散らばる紋章。太陽・月・星・水・命の5つがあり、入手した紋章はステータスウィンドウ内に記号で表示される。これらの紋章のある場所で「山彦の笛」を吹くと山彦が返ってくる。物語の中盤は、この紋章を集めることが中心となる。
邪神の像
破壊の神を模った像。ハーゴンのいるロンダルキアへの道を開くために必要となる。
ルビスの守り
主人公たちがかつてアレフガルドを創った精霊であるルビスから授かるお守り。まやかしを打ち砕く能力を持っており、邪神の像とともにハーゴンに近づくために欠かせない道具として存在する。
ロトの剣、ロトの鎧、ロトの盾、ロトの兜
勇者ロトの残した武具。剣と鎧は前作と同様のものだが、本作ではロトの剣よりも威力の強い武器が複数存在する。

## 登場人物
この節ではゲーム内で語られる設定を中心に、リメイク版などの派生作品に関しても述べる。100年後の世界であるため、前作の登場人物の子孫が主要キャラクターとして登場する。

### メインキャラクター
プレイヤーキャラクターとなる3人。いずれも前作の主人公とローラ姫の子孫で勇者ロトの血を引く者であり、それぞれの盾、服、頭巾にロトの紋章が施されている。同盟国同士ではあるが、物語開始時点では3人に互いの面識はない（双葉社のゲームブックも同様）。ただし、リメイク版ではサマルトリア王子、ムーンブルク王女が幼少時にローレシア城を訪れていることが明らかになっている。小説やエニックスのゲームブック、CDシアターでは物語開始時点で3人とも顔見知りである。
HD-2D版では名前変更の隠しコマンドが無く、サマルトリア王子とサマルトリア王女とムーンブルク王女の名前を1度決めると途中からの名前変更は無い仕様となっている。
最高レベルはFC、MSX/MSX2、SFC、GB版での値。携帯電話版では3人とも50に統一されている。
解説文中の呪文の詳細はドラゴンクエストシリーズの呪文体系を参照。
ローレシアの王子
声 - 古谷徹（ラジオドラマ版） / 山口勝平（CDシアター版） / 内田雄馬（ライバルズエース）
本作の主人公。ムーンブルク兵の命がけの報せを受け、父である王からハーゴン討伐へと送り出された。服の色は青を基調とし、頭に頭巾とゴーグルを着用。髪の色が発売メディア毎に不定（茶髪や黒髪など）で、『ドラゴンクエスト モンスターバトルロード』では銀髪。リメイク版では「ゆうしゃのしそん」という肩書きが与えられている。
攻撃力とHPが高く素早さも十分にあり、全ての武器・防具を扱える。呪文は一切使えないが、HD-2D版では特技を習得するため、MPを増えていくようになる。最高レベルは50。
リメイク版では最終ボスを倒した後にローレシア王から、勇者の称号を得る。
ゲーム開始時にプレイヤーが名前を自由につけることができる。名前はラジオドラマ版では「オール」、小説版およびCDシアター版では「アレン」、漫画版および公式ガイドブック、『ドラゴンクエストXI 過ぎ去りし時を求めて』のEDでは「ロラン（ろらん）」となっている。
サマルトリアの王子
声 - 堀秀行（ラジオドラマ版） / 佐々木望（CDシアター版） / 福山潤（ライバルズエース）
ローレシアの王子と同じ頃にハーゴン討伐のため旅立つ。ローレシアの王子を探しているが、のんびり屋で寄り道好き。服の色は緑を基調としている。頭にはヘッドギアとゴーグルを着用。リメイク版では「まほうせんし」の肩書きが与えられている。
「たたかう」による前衛としても、「じゅもん」による後衛としても使えるキャラクター。相手を即死させるザラキや、死んだ仲間を復活させるザオリクなどの呪文を覚えるが、装備できるもっとも威力の高い武器が序・中盤で買える「てつのやり」（リメイク版では「ひかりのつるぎ」や「ロトのつるぎ」も装備できる）。性能が中途半端で扱いにくいキャラクターだが、大器晩成型で、高レベルになると能力（特に攻撃力）が大きく向上する。最高レベルは45。
ローレシアの王子につけた名前により名前が決まるが、隠しコマンドを用いることにより自由に名前を付けることができる。HD-2D版では序盤で流れるサマルトリア夫妻から名前を決める際に以下の名前のデフォルトで決まり、それ以外の名前を自由に決めることになる。名前はラジオドラマ版では「ナイト」、ゲームブック版（エニックス文庫）は「カイン」、小説版およびCDシアター版では「コナン」、漫画版では「サトリ」、ゲームブック版（双葉文庫）と『いただきストリート』シリーズと『ドラゴンクエストIX 星空の守り人』とHD-2D版のデフォルトでは「クッキー」、『ドラゴンクエストXI 過ぎ去りし時を求めて』のEDでは「パウロ」となっている。
ムーンブルクの王女
声 - 平野文（ラジオドラマ版） / 横山智佐（CDシアター版） / 上坂すみれ（ライバルズエース）
本作唯一の女性のプレイヤーキャラクター。ムーンブルク城がハーゴンの軍勢によって壊滅した際に呪いをかけられ行方不明となっている。探し出して呪いを解くと仲間になり、フィールドのBGMが変化する。白いローブに頭巾をかぶっている。FC、MSX/MSX2版、『モンスターバトルロード』、後述の『ドラゴンクエストIX』では紫色の髪で頭巾は赤色、SFC以降のリメイク版と『いただきストリート』シリーズでは金髪で頭巾は紫色となっている。リメイク版では「まほうつかい」という肩書きが与えられている。
攻撃力とHPは低く、扱える武器の種類も少ないが、唱えられる呪文の種類が豊富でMPと素早さが高い。呪文による後方支援を専門としており、今作における最強攻撃呪文イオナズン、味方1人を全快させる回復呪文ベホマやリメイク版以降ザオリクなどを覚える。最高レベルは35。
ローレシアの王子につけた名前により名前が決まるが、隠しコマンドを用いることにより自由に名前を付けることができる。HD-2D版では序盤で流れるムーンブルク夫妻から名前を決める際に以下の名前のデフォルトから決まり、それ以外の名前を自由に決めることになる。名前はラジオドラマ版では「ニポン」、小説版では「セリア」、漫画版では「ルーナ」、ゲームブック版（双葉文庫）では「マリア」、『いただきストリート』シリーズおよび『ドラゴンクエストIX 星空の守り人』とHD-2D版のデフォルトでは「プリン」、ゲームブック版（エニックス文庫）とCDシアター版と『ドラゴンクエストXI 過ぎ去りし時を求めて』のEDでは「ナナ」となっている。
サマルトリアの王女（HD-2D版）
声 - 篠原侑
サマルトリアの王子の妹。はっきりと物を言う勝気な性格で、自分も主人公たちと旅に出たいとせがむ。HD-2D版では堀井雄二のXで参戦が判明した。旅の髪型はポニーテールの白いリボンで、服装は黄色の旅服と黒いタイツ、緑のマントを着用している。兄のサマルトリア王子が勇者の泉の洞窟を向かったのか心配し、ローレシア王子と共にサポート仲間として同行することになる。
各書籍作品の小説版では「マリナ」、ゲームブック（エニックス文庫）や『ドラゴンクエスト 知られざる伝説 ロト2』では「ティア」という名前が付けられている。HD-2D版では名前を付けるタイミングは序盤ではなく、サマルトリア城内のサポートメンバーとしての加入時となる。その時のデフォルトでは「マカロン」となっており、その名前以外に自由に決めることになる。

### ロトの子孫の家族
ローレシア王
ローレシアの王子の父。ムーンブルク城にハーゴンが率いるモンスターの群生の襲撃に遭い負傷したムーンブルク兵士の知らせを聞くことになる。その機会に自身の息子にハーゴン討伐の旅とロトの血を引くサマルトリア王子とムーンブルク王女を仲間を加わるよう命令を下す。
ローレシア妃
ローレシアの王子の母。FC版とSFC版では登場せず、HD-2D版の序章のみ追加された。
サマルトリア王
サマルトリアの王子の兄と妹の王女の父。自身の息子の呑気な性格に頭を悩まされている。
サマルトリア妃
サマルトリアの王子と王女の母。FC版とSFC版では登場せず、HD-2D版で追加された。
ムーンブルク王
ムーンブルクの王女の父。自身も優れた魔法の使い手だったが、襲撃してきたハーゴン配下の魔物たちとの戦いの末に命を落とす。死後、娘が呪いをかけられ姿を変えられたことを知り、無念の想いを抱え、廃墟と化した城内を魂となって彷徨っている。王女を仲間にした状態で魂に話しかけると台詞が追加される。
HD-2D版では病に侵され、モンスターの群生の襲撃された際に王女を守るためにわざと犬に変える呪いを掛けてムーンペタの町まで飛ばす光を放った内容で差し変わった。
ムーンブルク妃
ムーンブルクの王女の母。FC版とSFC版では登場せず、HD-2D版の序章のみ追加された。

### その他の人物
負傷したムーンブルク兵士
序盤、ローレシア城の玉の間に朦朧とした状態で現れ、ムーンブルク城がハーゴンの軍団に襲われたこと、ハーゴンは世界を滅ぼすつもりだということを伝え、対策するよう進言して息絶えた。これを聞き届けたローレシア王は、居合わせた王子に対して「勇者ロトの血を引く力が試される時が来た」として、ハーゴン討伐を命じることになる。
リメイク版からは、ローレシア城に至るまでの経緯についても追加された。ムーンブルク城がハーゴン率いるモンスター軍勢の襲撃に遭い、たった1人だけ生き残った状態で、ローレシアに伝えなければならないとして、既に満身創痍の状態でムーンブルクを後にした。しかし、意識朦朧の状態でローレシアに到着した途端に倒れてしまい、ローレシア城の門番の兵士に担がれて王の間まで運ばれたことが判明した。また、家族はリリザの町に姉がいる。
HD-2D版では、ローレシア城門番のうち一人は自身の弟であり、弟とそこに居合わせたローレシア王子の二人に担がれる形で王の間に運ばれ、王に伝達後、弟が看取る形という演出が追加された。
船の番人
声 - 平野正人（CDシアター版）
ルプガナに住む、船を所有する老人。最初は町の慣わしだとごねて、船の提供を主人公たちに渋っていたが、町の隅で孫娘に襲いかかっていた魔物たちを撃退したことで、船の提供を決断する。
ラダトーム王
ラルス王家の血縁ではない現ラダトーム王。ハーゴンを恐れる余り、どこかへ姿をくらました。
竜王のひ孫
声 - 加藤精三（CDシアター版）
かつての竜王の居城に住んでいる人物で、竜王と瓜二つの姿をしている。自らを竜王のひ孫と名乗り玉座に鎮座しているが、ロトの子孫たちを敵対視することはなく、自分に代わってハーゴンを打倒するようロトの子孫たちに依頼し様々な情報を与えて支援してくれるが、申し出を断ると拗ねてしまう。
リメイク版ではシドー討伐後に竜王の城を訪れると主人公たちをちゃん付けで呼び友達になってほしいと申し出る。かつ自分のことは「リュウちゃん」と呼んでほしいとも言っている。
ドン・モハメ
世界で唯一、「水の羽衣」を織れる機織職人と名高い初老男性。典型的な職人気質で、気に入った材料を提供してくれなければ仕事をしないという。
デルコンダル王
声 - 青野武（CDシアター版）
武勇の国の気質に相応しく、勇敢な戦士をこよなく愛する王。ハーゴン打倒に必要なアイテムの一つを所持している。
リメイク版では短躯で筋肉質な、30代くらいの粗野な風貌の王として描き起こされている。
タシスン
ザハンの漁師。妻と飼い犬を残して漁に出たが、他の漁師と同様還らぬ人となった。町のどこかに金の鍵を埋めていた。
ラゴス
神出鬼没の盗賊。テパから「水門の鍵」を盗んだ張本人。ペルポイの牢獄に投獄されていたが、現在行方をくらましている。
リメイク版の攻略本には、盗みを働くのは単に世間を驚かせたいだけだからだと記されている。
『ドラゴンクエストIV 導かれし者たち』では武術大会の対戦相手として、『ドラゴンクエストX オンライン』のクエスト「大盗賊の伝説」ではカンダタの知人として登場する。
ルビス
声 - 潘恵子（CDシアター版）
アレフガルドの創造主であり、大地の精霊。紋章を全て揃えると、とある海上の祠の最下層、海底にある部屋で語りかけてくる。

### 邪教の集団
地獄の使い
二本の棘付きメイスを両手に構えた魔道士のような姿の神官。海底の洞窟にある礼拝堂で中ボスとして現れるほか、ローレシア城の地下牢に入れられている者もおり話し掛けると戦闘になる。礼拝堂では邪神の像を守るという重要な任務に就いていることから、教団内でも高位の信者であることが示唆されている。
なお、一部のダンジョンでは中ボスではなく通常のランダムエンカウントで出現する。
アトラス、バズズ、ベリアル
本作のサブタイトルでもある「悪霊の神々」。ただし『ドラゴンクエストX』以降の表記であり、関連書籍などでは長らくハーゴン配下の幹部の魔物として扱われていた。それぞれハーゴンの神殿の各階層で戦闘となる。
アトラス以降のボス戦では、ダメージを与えた際の演出が通常の敵と異なっており、効果音はバリアー上でダメージを受けたときと同じ。標的は点滅せず白く発光する。
アトラスは棍棒を持った一つ目の巨人で、高威力の打撃による2回攻撃を1人に集中して仕掛けてくる。
バズズはサルにコウモリの翼が生えたような悪魔で、ザラキ、イオナズンといった呪文を多用する。HPが減ってくると、自爆呪文のメガンテで主人公たちを全滅させようとする。
ベリアルはトライデントのような武器を持ったバズズよりも巨大な翼の生えた悪魔で、2回攻撃の他に炎を吐く一方、イオナズンを多用し、時折ベホマを唱えて体力を完全回復する。呪文への耐性が高い。
3体は後のドラゴンクエストシリーズでも登場する。ナンバリングタイトルにおいては『ドラゴンクエストV 天空の花嫁』でバズズが、『ドラゴンクエストVIII 空と海と大地と呪われし姫君』でベリアルが、『ドラゴンクエストIX』でアトラスが、『ドラゴンクエストX』では各々が単独または3体揃って登場する。
ドラゴンクエストモンスターズシリーズでは度々3体が揃って登場し、『ドラゴンクエストモンスターズ キャラバンハート』では本作品とほぼ同じ出現場所でパワーアップして登場する。
『トルネコの大冒険』シリーズの『2』以降や前述の『キャラバンハート』など番外作品ではいくつか共演している。また、アトラス以外はいずれもザコ敵としての再登場である。
『ドラゴンクエスト モンスターバトルロード』では「ロンダルキアの悪魔たち」として三体一組の敵として立ちはだかる。
『バトルロードIIレジェンド』の「レジェンドクエスト」ではアトラスが先駆けて登場し、バズズとベリアルはハーゴンと同時に登場する。
大神官ハーゴン
声 - 銀河万丈（CDシアター版） / 鈴村健一（ライバルズ）
破壊神シドーを崇める教団の総元締め。多数の魔物を率いており、ムーンブルクを襲撃させて滅ぼした。生き残ったムーンブルクの兵士によると、その目的は邪神を召喚して世界を破滅させることであり、物語開始時点の主人公らが倒すべき最大の敵として語られる存在である。
ロンダルキア台地に大神殿を構え、最上階で主人公らと対峙。邪神召喚の祈祷を邪魔されたことに怒り、襲い掛かってくる。戦闘では呪文を多用するほか、2回攻撃もでき、時折「甘い息」で眠らせてプレイヤーを行動不能にする。また、呪文「ベホマ」（リメイク版では「ベホイミ」）を唱え体力を回復する。後述の容姿からも非力な魔法使いタイプの印象を受けるが、実際は身体能力も高い。攻撃力と守備力はバズズを大きく上回り、HPも含めて、パワータイプのアトラスに近いステータスを誇る。リメイク版では遠方の人間に呪いを掛ける能力も持っている。最後は主人公らに敗れ、瀕死となった自身を生贄に破壊神シドーを召喚して絶命した。
外見は法衣を纏い、杖を持った神官。側頭部には鰭が生えており、青い肌と4本指を持った人外の魔物として描かれている。イラストでは頭身が低く若干コミカルだが、パッケージイラストではリアルに描かれ、アーケードゲーム『ドラゴンクエスト モンスターバトルロード』で再登場した際は元の意匠を残しつつアレンジが施され、肩書きも「邪神官」に変更された。
HD-2D版『III』にて竜の女王に仕えていた神官長の後の姿であることが示唆されている。
破壊神シドー
声 - 銀河万丈（CDシアター版） / 鈴村健一（ライバルズ）
本作の最終ボス。ハーゴンが死に際に召喚した邪神で、明確な意思はなく、ただ本能のままに破壊を繰り返す破壊神である。4本の腕を持つ龍の姿をしている。
HPが255でハーゴンなどほかのボスキャラクターと比べて目立って高くはないが、一定の確率で完全回復呪文ベホマを使うという特徴を持つ。最終ボスがベホマを使うのは、シリーズ全作品を通して唯一である。
攻撃面でも、激しい炎を吐いて全体に100前後の大ダメージを与えるほか、眠りの追加効果を持つ打撃（ファミコン版およびMSX1/2版）あるいは2回打撃（スーパーファミコン版以降のリメイク）を織り交ぜた、パーティーにとって致命的となる攻撃を仕掛ける。
なお、シドー戦では戦闘時のBGMが他と異なったものとなっているほか、特殊な戦闘処理として、会心の一撃が出ない仕様になっている。
リメイク版ではベホマを使用しなくなった代わりにHPが1750にまで増えた。さらにスクルトを使い守備力を上げてくるようになった。ただし、ルカナンで防御力を下げることは可能である。
雑誌の紹介記事ではハーゴンがラストボスとして紹介されていたが、FC版『II』およびSFC版『I・II』ではパッケージの背景に姿が描かれた。
後に『ドラゴンクエストIX 星空の守り人』や『ドラゴンクエストX 目覚めし五つの種族 オンライン』、『ドラゴンクエストモンスターズ』シリーズ、『モンスターズバトルロード』などでも登場する。
『ドラゴンクエストIX』ではレベルが上がるとベホマを使用するようになる（ただし、完全回復はしない）。
『ドラゴンクエストX』では「アスフェルド学園」ストーリーの最終ボス・狂乱の破壊神および破界篇の最終ボスとして登場。こちらもベホマを使用するようになる（ただし、完全回復はしない）。
『バトルロード』では強化形態「真・シドー」が、『ドラゴンクエストモンスターズ2 マルタのふしぎな鍵』ではオリジナルの強化形態「ジェノシドー」が登場する。

## 開発

### エピソード
- 企画のスタートは『I』の発売の前月である1986年4月[21]。11月はじめにはいったん完成し、当初の発売予定（12月下旬）に間に合うはずだったが、バランス調整のため発売日を1か月延期した経緯がある[22]。

- 中村光一によると、最終的に容量は10バイトほど余ったため、当時の開発用基板についていたLEDランプを順番に点灯させるお遊びが仕込まれている。当然一般ユーザーは発見することができないものだったが、遠藤雅伸はこの仕掛けに気付いたという[23]。

### 没要素
- 当初はオープニングのエピソードは絵物語形式で進行する予定だったが、容量の都合により削除され、使用される予定だったドット絵（正確には線を引いて内部を塗りつぶすプログラムとそれを指定するデータにより描画しており、これを担当した専任のプログラマがいた）は取扱説明書の6ページに1枚だけ採用されている。また他にもストーリーの途中で紙芝居的な演出を行う予定があったがそれも削除された[24]。

- アイテムでは「あぶないみずぎ」がFC版で使用可能なアイテムとして収録される予定だった[24]。後述するようにMSX版以降では収録が実現している。他にも「耳せん」「死のオルゴール」などのアイテムがカットされ、その影響でダンジョン内のからっぽの宝箱が増えた[24]。

- 開発中はモンスターが100種類登場する筈だったが、都合により製品版では80種類弱に削減。発売前の雑誌に紹介されたにもかかわらず、未登場のモンスターが複数生じた[25]。次作『ドラゴンクエストIII』から登場するだいおうイカを始めとするイカのモンスターは当初は本作で登場予定であった。これに関する出典はファミリーコンピュータMagazineの『ドラゴンクエストII』の記事にて登場モンスターの一体として写真付きで掲載されている。

- 没となったエンディングとして「サマルトリアの王子が犠牲となって最後の敵を倒し、凱旋後にサマルトリアの王子の妹に短剣で刺される」というものがあった[26]。

### スタッフ
ファミリーコンピュータ版
- シナリオ・ライター：堀井雄二
- モンスター・デザイナー：鳥山明
- ミュージック・コンポーザー：すぎやまこういち
- シナリオ・アシスタント：宮岡寛
- チーフ・プログラマー：中村光一
- プログラマー：行徳豊、成田東吾、河野清隆、岡野正明、吉田幸司
- サウンド・プログラマー：山森丈範
- CGデザイナー：安野隆志
- アシスタント：RIKA SUZUKI、吉田英博
- ディレクター：中村光一
- プロデューサー：千田幸信
- パブリッシャー：福嶋康博

MSX版
- プログラマー：日浅庄治、きたあきら
- CGデザイナー：村瀬幸司
- サウンド・プログラマー：田口泰宏
- チャージ：望月敬三

## 他機種版
| No. | タイトル                                                                            | 発売日                     | 対応機種                                                                                   | 開発元                     | 発売元                 | メディア                                         | 型式         | 備考                           |
| --- | ----------------------------------------------------------------------------------- | -------------------------- | ------------------------------------------------------------------------------------------ | -------------------------- | ---------------------- | ------------------------------------------------ | ------------ | ------------------------------ |
| 1   | ドラゴンクエストII 悪霊の神々                                                       | 1988年2月6日               | MSX                                                                                        | （個人請負）               | エニックス             | 2メガビットロムカセット                          | E-G206       |                                |
| 2   | ドラゴンクエストII 悪霊の神々                                                       | 1988年5月                  | MSX2                                                                                       | （個人請負）               | エニックス             | 2メガビットロムカセット                          | E-G207       |                                |
| 3   | ドラゴンクエストI・II                                                               | 1993年12月18日             | スーパーファミコン                                                                         | エニックス                 | エニックス             | 12メガビットロムカセット                         | SHVC-DQ      | リメイク版、売上本数約120万本  |
| 4   | ゲームボーイ ドラゴンクエストI・II                                                  | 1999年9月23日 2000年9月    | ゲームボーイ                                                                               | トーセ                     | エニックス             | 32メガビット+256キロRAM ロムカセット             | DMG-AEDJ-JPN | リメイク版                     |
| 5   | ドラゴンクエストII 悪霊の神々                                                       | 2005年6月24日              | FOMA 90xシリーズ対応 （iアプリ）                                                           | トーセ                     | スクウェア・エニックス | ダウンロード （ドラゴンクエストモバイル）        | -            | リメイク版                     |
| 6   | ドラゴンクエストII 悪霊の神々                                                       | 2006年1月19日              | BREW対応機種 （EZアプリ）                                                                  | トーセ                     | スクウェア・エニックス | ダウンロード （ドラゴンクエストモバイル）        | -            | リメイク版                     |
| 7   | ドラゴンクエストII 悪霊の神々                                                       | 2006年12月                 | S!アプリ                                                                                   | トーセ                     | スクウェア・エニックス | ダウンロード （ドラゴンクエストモバイル）        | -            | リメイク版                     |
| 8   | ドラゴンクエスト25周年記念 ファミコン&スーパーファミコン ドラゴンクエストI・II・III | 2011年9月15日              | Wii                                                                                        | インテリジェントシステムズ | スクウェア・エニックス | Wii用12センチ光ディスク                          | -            | リメイク版、売上本数40万3953本 |
| 9   | ドラゴンクエストII 悪霊の神々                                                       | 2014年6月26日              | Android iOS                                                                                | マトリックス               | スクウェア・エニックス | ダウンロード （ドラゴンクエスト ポータルアプリ） | -            | リメイク版                     |
| 10  | ドラゴンクエストII 悪霊の神々                                                       | 2017年8月10日              | PlayStation 4 ニンテンドー3DS                                                              | ビー・トライブ             | スクウェア・エニックス | ダウンロード                                     | -            | リメイク版                     |
| 11  | ドラゴンクエストII 悪霊の神々                                                       | 2019年9月27日              | Nintendo Switch                                                                            |                            | スクウェア・エニックス | ダウンロード                                     | -            | リメイク版                     |
| 12  | HD-2D版 ドラゴンクエストI・II                                                       | INT 2025年10月30日発売予定 | Nintendo Switch Nintendo Switch 2 PlayStation 5 Xbox Series X/S Microsoft Store on Windows | アートディンク             | スクウェア・エニックス | ダウンロード                                     | -            | リメイク版。                   |
|     | HD-2D版 ドラゴンクエストI・II                                                       | 同年10月31日発売予定       | Steam                                                                                      | アートディンク             | スクウェア・エニックス | ダウンロード                                     | -            | リメイク版。                   |

### MSX版・MSX2版
FC版の約一年後に発売されており、内容はFC版とほぼ同じだが、ロムの容量が増えたことでオリジナルアイテムとしてムーンブルクの王女のみが装備できる防具「あぶないみずぎ」やイベントが追加。ほか、「あくましんかん」4匹など、FC版では無かった敵のフォーメーションが登場し、全体的に敵が強く設定されるなどの変更が行われた。
音源が異なるため、メロディーラインが全てデューティ比50:50の矩形波であるほか、BGMにアレンジが施されており、特にパスワードを入力する際のBGM「Love Song 探して」はポルタメントを多用し、「歌」を強く意識したアレンジとなった。ほぼ全曲においてFC版より長2度低く、例えばハ長調の王宮のテーマは変ロ長調になる。
コマンド画面のアイテム表示が、8個一列ではなく4個二列に変更された。

#### MSX版
MSX版では、単色スプライトでないと複数個のキャラクターの横並びが困難で、PCGが横8ドット毎に2色までしか表現できないために、スプライトとPCGを組み合わせてキャラクターを表示している。そのためにキャラクターの背景が黒く表示されるが、MSX1でもファミコン版に近い色使いのキャラクターを実現し、主人公3人の行進が可能となった。前述のPCGの表示制限により敵の色や背景の模様がのFC版と一部異なる、効果音が鳴っている間はBGMのパートが一部欠けるなどの違いもある。「あぶないみずぎ」入手時のイベントで、露出度の高い水着を着たムーンブルクの王女（鳥山明のデザインとは別物）のグラフィックが画面全体に表示される。
画面スクロールはPCG8ドット毎。

#### MSX2版
MSX2版はFC版に忠実なグラフィックを実現している。戦闘突入時のフェードアウトがFC版と違い、MSX版はパレットが固定なので直接に戦闘画面・MSX2版はパレットを暗くしていく（フェードイン・フェードアウト）方式となる。「あぶないみずぎ」のグラフィック表示はカットされているが、台詞など、イベントそのものは同一である。
画面スクロールは8ドット単位だが、ビットマップで描画しているためFC版やMSX版よりも遅い。

### スーパーファミコン版
FC版のストーリーを基に、操作性やグラフィック面など多くの点を改良したリメイク作品。FC版発売から6年後の1993年（平成5年）に第1作『ドラゴンクエスト』と合わせて1本のソフト『ドラゴンクエストI・II』として発売された。町の人の台詞なども一部が変更・追加されたほか、NES版に追加されていたプロローグ（ムーンブルク城が襲われるシーン）とゲーム中盤でのシナリオの追加も行われた。
FC版に存在するバグは解消されたが、SFC版については別のバグがいくつか発覚している。これらは後のGB版以降で修正された。
- 「星の紋章」を「大灯台」で入手する際に発生する戦闘時、通常であれば「グレムリン」4匹と戦闘になるはずが「グレムリン–3ひき」などと表示され、戦闘の経過によっては、フリーズ状態となり、電源を切らなければいけなくなる。
- 幻につつまれた状態の敵に即死の呪文「ザラキ」が100%成功する（SFC版ではザラキに耐性のある敵にかけると254のダメージを与えられるようになっている）。
- キーアイテム「ラーのかがみ」を、本来の対象以外にも使用できるが、使用後は消失するため、ゲームが続行不能になる。

### ゲームボーイ版
1999年（平成11年）に発売。SFC版と同様、第1作とセットで1本のソフトとなり、ナンバリングタイトル初の携帯ゲーム機用ソフトでもある。SFC版に準拠した移植だが、GB版ではその場でゲームを中断する「中断の書」機能が追加された。

### 携帯電話版
2005年（平成17年）から配信が開始された携帯電話アプリ。iアプリ（メガアプリ非対応機種）版では容量の問題のために前編アプリと後編アプリに分けられており、それ以外の機種では1つのアプリに全編が収録された。
グラフィックはSFC版『III』を、サウンドはゲームボーイ版『I・II』をベースとするが、音楽の長さが一部短縮された（FC版相当）ものもある。また、プロローグでは「パストラール〜カタストロフ」は使用されず、「王城」と「戦い」に変更された。
GB版同様、「中断の書」機能が搭載されている。このほかには、レベルや必要経験値・呪文習得レベルの設定の変更や、攻撃呪文「ギラ」「ベギラマ」の対象範囲の変更、瞬間移動呪文「ルーラ」および瞬間移動アイテム「キメラの翼」の仕様変更（『ドラゴンクエストIII』以降のように行先の選択が可能に）、出現するモンスターの一部変更、「命の紋章」の入手場所の変更（紋章を全て揃えないとロンダルキアの洞窟に入れない仕様に変更された）、最高レベルが3人とも50までに変更（FC版・SFC版・GB版では、ローレシアの王子が50、サマルトリアの王子が45、ムーンブルクの王女が35）、などが行われた。

### Wii版
2011年（平成23年）9月に発売。FC版の第1作・『III』、SFC版の『I・II』・『III』とセットで収録。中断機能が追加されている。

### スマートフォン版
2014年6月26日にAndroidおよびiOS向けに配信開始。『I』同様にアプリケーション『ドラゴンクエスト ポータルアプリ』から購入・起動する方式。フィーチャーフォン版をベースに移植。グラフィック、操作方法はスマートフォン版『I』同様。戦闘画面ではNintendo DSのリメイク作などのように指定した行動が表示される。BGMはスマートフォン版『I』、『IV』同様交響組曲版をベースにしたシンセサイザー音源で、戦闘終了後のBGMは『I』同様途中から続けて流れる。

### PlayStation 4・ニンテンドー3DS・Nintendo Switch版
2017年8月10日（Nintendo Switch版は2019年9月27日）に配信開始。スマートフォン版をベースにしたもので、3DS版は下画面にマップが表示される。ニンテンドー3DS版はアイテムの「やまびこのふえ」が紋章のある場所と無い場所でのSEが逆になっている。

### HD-2D版
2024年11月14日に発売されたHD-2D版『III』を基に、操作性やグラフィック面など多くの点を改良したリメイク作品。その発売日から1年近くの2025年10月30日（Steamは同年10月31日）に『ドラゴンクエストI』と合わせて1本のソフト『ドラゴンクエストI・II』としてNintendo SwitchおよびNintendo Switch 2、PlayStation 5、XBOX SIRIES X|S、Windowsで発売する予定。
HD-2D版で新たに加わるサマルトリアの王女はサマルトリアの王子が仲間に加わる前にサポートメンバーとして加わり、ストーリーを一定以上進むと正式の仲間になる。最初から呪文のメラと特技のねむりアタックを取得し、戦闘時に『III』の遊び人のように意外な行動をとる。サポートメンバーの場合は以下のようになっている。
- 移動時にアイテムの受け渡しができない。
- 戦闘中にHPとMPが表示されないない。
- 戦闘中に自動で行う。

#### 追加・変更点
- 『II』作品の以前の作品は各国の王（一部の王を除く）と老人と神官に話しかけると次のレベルアップまでの経験値とセーブする役を担っていたが、『IV』以降の従来通りに教会のコマンドからセーブを行う「おいのりをする」が追加されたことで変更となった。
- 上記のセーブする役の変更に伴い、ローレシアではローレシア王ではなく城下町の宿屋の側にシスターが配置され、施設の教会と同様の役割になった。
- 移動時のコマンドに「とくぎ」と「おもいで」が追加。
- 戦闘時のコマンドも「とくぎ」が追加され、戦闘コマンドの基準はHD-2D版『III』と同様になった。

## 評価

### 雑誌媒体による評価
- ゲーム誌『ファミコン通信』の「クロスレビュー」では9・10・10・9の合計38点（満40点）でプラチナ殿堂入りを獲得[33]、レビュアーからは「相変わらず『ウルティマ』色の強いゲームになっている」と『ウルティマ』との類似性に関して指摘があったが、「シナリオの精巧さ、ゲームバランスなど、一般的なファミコンゲームとは一線を画している」、「長く遊べそうな本気ですすめのゲーム」と完成度に関して肯定的に評価された[35]。
- ゲーム誌『ファミリーコンピュータMagazine』の読者投票による「ゲーム通信簿」における評価は以下の通り28.02点（満30点）となっている[1]。この得点は、『ファミリーコンピュータMagazine』 の「ゲーム通信簿」としては歴代最高得点となっている。

| 項目 | キャラクタ | 音楽 | お買得度 | 操作性 | 熱中度 | オリジナリティ | 総合  |
| 得点 | 4.76       | 4.77 | 4.56     | 4.59   | 4.84   | 4.50           | 28.02 |
- 『ファミリーコンピュータMagazine』1991年5月10日号特別付録の「ファミコンロムカセット オールカタログ」では、本作により『ドラゴンクエスト』がシリーズ化されるに至る確固たる人気を得たことを指摘した他、マップの広さが前作の4倍となったこと、移動手段として船や旅の扉が登場したことに関して「豊富な内容になっている」と肯定的に評価、さらに「IIでは謎はより深まり、イベントの数も増し、難易度も上がっている」と難易度の高さを指摘、パーティプレイに関しては戦闘時の攻撃バリエーションが増加したことなどに触れ、「様々な行動パターンが生まれる」と肯定的に評価、その他にはイベントやダンジョンが増加したことやIの舞台であったアレフガルドが登場することに対して肯定的に評価した[1]。その他、同付録の巻末に収録されている「ロムカセット部門別BEST5」では、キャラクタ1位、音楽1位、熱中度1位、操作性2位、オリジナリティ1位、お買い得度1位、総合評価1位を獲得した[34]。
- アニメーション監督の押井守は「シリーズの中で一番好き。他の作品にはない『切実さ』があった。早く仲間を見つけないとどうしようもないし、揃った後は目標に向かって頑張るしかない。そういう『切実さ』がやってて一番熱くなった。『IV』だとあんまり死ななかったし、死ぬ予感がほとんどなかった。『II』の寂寥感・物悲しさが好きですね。やってて一番しんどかったし、ゲーム中に『しんどい』ってことは終わらせた時の満足感が倍増するってことですから」とシステムの作り方を絶賛している[36]。

### 難易度に関して
本作は、特にゲーム後半で重要アイテムを持つ人物「ラゴス」の発見が難解とされたこと、序盤から雑魚敵が強い、ダンジョン「ロンダルキアへの洞窟」のトラップの多さ、ルビスのほこらの発見が困難、最終ダンジョンの2階へ行くヒントが無い、最終ボスのシドーが完全回復呪文「ベホマ」を使用することなどから、「最高難度のドラゴンクエスト」と評されることもある。
製作者の中村光一はテレビ番組でのクリエイターインタビューにおいて、ロンダルキアへの洞窟について「（迷路を抜ける古典的なテクニックである）壁を右手伝いで辿って行けば、穴に落ちずに抜けられるように作ってあるので、あんなに反響が多いとは思わなかった」とコメントしていた。さらに、終盤のテストプレイに十分な時間をかけられなかったせいで、「洞窟に挑む際は多分これくらいのレベルだろう」との想定で行われたバランスを読み誤り、高い難易度のまま確定してしまったことも明かしている。

### 裁判
1987年2月、本作のゲーム画面の雑誌への掲載が著作権侵害とされたハイスコア事件の裁判の判決（東京地裁）と解説が判例百選に掲載されている。東京地裁はハイスコア4月号に対して発売禁止などを命じる仮処分判決を出した。

## 関連商品

### 攻略本
- ファミリーコンピュータ版
  - ファミコン神拳奥義大全書 ドラゴンクエストII 悪霊の神々 （集英社、ISBN 978-4834210545）
  - ドラゴンクエストII 完全攻略本 （徳間書店、ISBN 978-4197234707）
  - ドラゴンクエストII 悪霊の神々 公式ガイドブック （エニックス、ISBN 978-4900527027）
- スーパーファミコン版
  - Vジャンプブックスゲームシリーズ ドラゴンクエストI・II （集英社）
  - ドラゴンクエストI・II 公式ガイドブック （エニックス、ISBN 978-4870257412）
- ゲームボーイ版
  - Vジャンプブックスゲームシリーズ ゲームボーイ ドラゴンクエストI・II （集英社、ISBN 978-4087790368）
  - ゲームボーイ ドラゴンクエストI・II 公式ガイドブック 上巻 世界編 （エニックス、ISBN 978-4757501157）
  - ゲームボーイ ドラゴンクエストI・II 公式ガイドブック 下巻 知識編 （エニックス、ISBN 978-4757501164）

### その他の書籍
- ファミコン冒険ゲームブック ドラゴンクエストII（双葉社刊、作・樋口明雄/スタジオ・ハード）
  - 上巻 ISBN 978-4575760378、1987年7月
  - 下巻 ISBN 978-4575760385、1987年7月
- ドラゴンクエスト モンスター物語[注 28]（エニックス、ISBN 978-4900527089、1989年7月）
- ゲームブックドラゴンクエストII（エニックス刊、作・健部伸明/和智正喜（下巻のみ））
  - 上巻 ISBN 978-4900527133、1989年9月
  - 下巻 ISBN 978-4900527140、1989年9月
- 小説 ドラゴンクエストII-悪霊の神々-（エニックス刊、作・高屋敷英夫） ISBN 978-4757502444、1989年9月22日
- ドラゴンクエスト アイテム物語[注 28]（エニックス、ISBN 978-4900527249、1989年12月）
- ドラゴンクエスト 知られざる伝説 ロト2[注 29]（エニックス、本文: 松本多津子、ISBN 978-4900527829、1992年3月）
- † CDシアター ドラゴンクエストII - ドラマCDだが、流通上は書籍扱い。

### 音楽作品
すぎやまこういちは本作のBGM用として前作でベースにしていたバロック音楽を踏襲しつつ、前作から100年後の未来という世界設定に合わせ、ポップス寄りの曲も作曲した。
†は廃盤。太字は2024年3月現在も販売されている。
- † ドラゴンクエストの世界「ドラゴンクエストII」悪霊の神々（アポロン音楽工業、BY30-5136、1987年2月5日） - 東京弦楽合奏団＋バッキングセクションズ演奏のオーケストラ・バンドヴァージョンと、FC版のゲーム音源を収録。前者は「Love Song 探して」など数曲がバンドナンバーとなっている。
- 交響組曲「ドラゴンクエストII」悪霊の神々（キングレコード、KICC-6301、2009年8月5日） - 東京都交響楽団演奏。「聖なるほこら」が追加。
  - † 交響組曲「ドラゴンクエストII」悪霊の神々（アニプレックス、SVWC-7246、2005年4月20日） - レコード移籍に伴い廃盤。
- 組曲「ドラゴンクエストI・II」（キングレコード、KICC-6321、2009年10月7日） - 東京弦楽合奏団演奏。後10曲が『II』の楽曲。

以下の「No.」は交響組曲版（都響）のトラック番号を参考に振っている。
| No. | 楽曲名                     | 本作における使用箇所および備考 |
| --- | -------------------------- | --- |
| 1   | ドラゴンクエスト・マーチ   | 本作の序曲であり、リメイク版ではエンディングの一シーンでも使われる |
| 2   | Love Song 探して           | - ゲーム中の名前・パスワード入力時に使用されている楽曲（間奏曲） - 発売当時に牧野アンナが歌う「Love Song 探して」が使用されている - 牧野はゲーム中に「アンナ」の名前でゲスト出演しており、話しかけるとBGMが同曲に変化するというサービスがある - リメイク版ではこの演出は無くなっている |
| 3   | パストラール〜カタストロフ | - リメイク版のプロローグで流れる - GB版では最後の一音がカットされ、そのまま『レクイエム』へ連結されている - 携帯電話版・スマートフォン版では使用されず、『王城』と『戦い』が使われている |
| 4   | 王城                       | 主に城で流れる曲であり、リメイク版では交響組曲に準じている |
| 5   | 街の賑わい                 | 主に街で流れる曲であり、FC版、MSX・MSX2版ではAB進行、リメイク版で交響組曲に準じてABCD進行になっている |
| 6   | 遥かなる旅路               | - パーティー3人が全員揃っていない時に使用されるフィールド曲 - FC版、MSX版、MSX2版ではAB進行 - SFC版とGB版ではABAC進行（ただしM1はAB進行） - 交響組曲版ではABACAC進行で最初のAメロのテンポが遅く流れ、後奏が追加されている - スマートフォン版は交響組曲版に準じているが終盤部分は使われていない |
| 6   | 広野を行く(I)              | 楽曲の初登場はIとなるが、交響組曲版では一部として使用される |
| 6   | 果てしなき世界             | - 3人全員が揃っている時に使用されるフィールド曲 - FC版/MSX版/MSX2版では3人揃っていてもそのうちの誰かが死亡しているときは『遥かなる旅路』となる - SFC版でもサマルトリア王子が離脱していれば一部において『遥かなる旅路』が流れる - SFC版とGB版と交響組曲版では同じメロディーでも音源が異なる - 交響組曲版以外は2種のメロディーが交互に流れる - 交響組曲版では1種のメロディーが流れた後、その後は永遠にもう1種のメロディーが流れる - GB版とスマートフォン版と交響組曲版には前奏がある |
| 7   | 恐怖の地下洞               | 主に洞窟で流れる曲であるが、FC版、MSX・MSX2版ではムーンブルクや竜王の城でも流れる |
| 7   | 魔の塔                     | ハーゴンの神殿で使用（ただしFC版、MSX・MSX2版の1Fでは『恐怖の地下洞』） |
| 8   | レクイエム                 | リメイク版ではムーンブルクやオープニングのワンシーンでも流れ、オーケストラスタイルで使用されている |
| 9   | 聖なるほこら               | リメイク版第1作のほこらでも使用される |
| 10  | 海原を行く                 | 水上で流れる曲 |
| 11  | 戦い                       | 通常戦闘曲 |
| 11  | 死を賭して                 | シドーとの戦闘時の曲 |
| 12  | この道わが旅               | 終曲 |

本作に関する備考のみ記載。他作品での使用や楽曲に関する詳細については「ドラゴンクエストシリーズの楽曲一覧」を参照。

## 関連作品
- 世にも奇妙な物語'21秋の特別編「ふっかつのじゅもん」 - 2021年11月6日に放送のテレビドラマ。本作がストーリーのカギとなっている。また、ラストシーンでは次作『ドラゴンクエストIII』も登場する。
- ラジオドラマ『ドラゴンクエストII』（ニッポン放送） - ストーリーの前半をラジオドラマ化。ラジオ特番『オールナイトニッポンスペシャル・徹底追求ドラゴンクエストII』の中で放送され、ナレーションは永井一郎。パーソナリティ鴻上尚史とゲスト堀井雄二、さくまあきららの『ドラゴンクエスト』に関するトークとドラマが交互に織り込まれる構成になっており、サマルトリアの王子がベギラマを唱える際、敵の頭数分必死に呪文を詠唱する表現が番組中でも話題になった。

## 動画・生配信・画像投稿に関するガイドライン
2021年3月19日に改定された。
- ファミリーコンピュータ版[40]
- スマートフォン版[41]
- ニンテンドー3DS版・PlayStation 4版・Nintendo Switch版[42]
- スーパーファミコン版[43]
- ゲームボーイ版[44]